# Assedi di Gibilterra

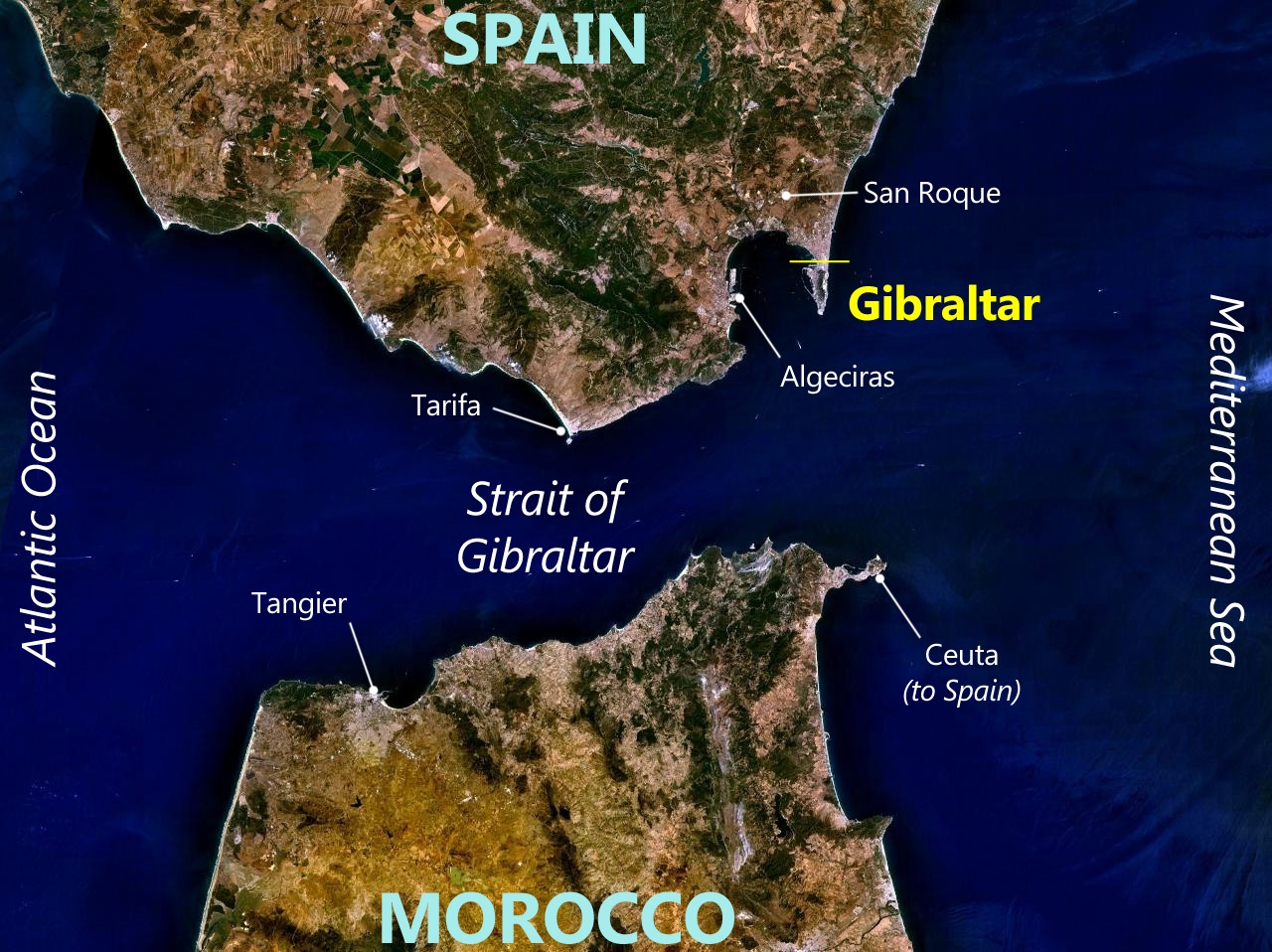
Immagine satellitare dello stretto di Gibilterra che mostra la posizione della rocca e altri insediamenti circostanti esistenti o esistiti nel corso della storia

Nel corso della storia, si sono susseguiti quattordici assedi di Gibilterra; sebbene la penisola di Gibilterra sia lunga solo 6 km e larga 1, essa occupa una posizione estremamente strategica nella parte meridionale della costa della penisola iberica all'ingresso occidentale del Mar Mediterraneo. La sua posizione appena oltre l'omonimo stretto dal Marocco in Nord Africa, così come la sua naturale difendibilità, lo hanno reso uno dei luoghi più contesi d'Europa.
Solo cinque degli assedi terminarono con un successo per gli aggressori. Sette di essi videro il coinvolgimento di musulmani e cattolici durante la parentesi moresca (711-1462), quattro tra Spagna e Gran Bretagna compresi tra la cattura anglo-olandese nel 1704 fino alla fine del grande assedio del 1783, due tra fazioni cattoliche rivali e una tra potenze musulmane rivali. Quattro dei cambiamenti di bandiera di Gibilterra, inclusi tre assedi, si susseguirono nel giro di giorni o ore, mentre molti altri attacchi si trascinarono per mesi o anni e causarono la morte di migliaia di persone senza comportare alcun cambiamento di potere.

## Storia

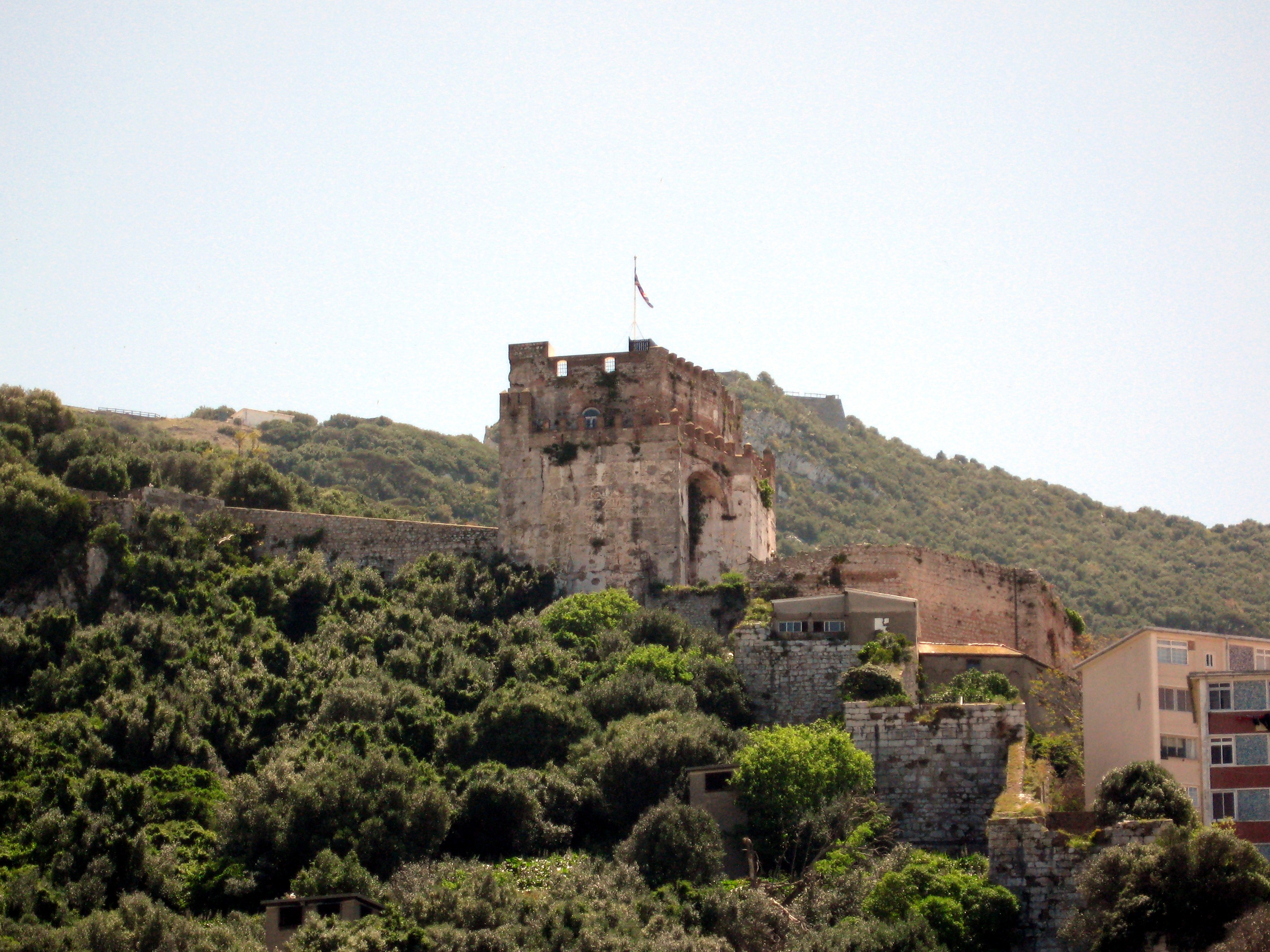
Il castello moresco di Gibilterra, teatro di molti dei precedenti assedi

Gibilterra è un territorio britannico e una penisola montuosa situata presso l'estremità meridionale della penisola iberica, in uno dei punti più stretti del Mediterraneo, a soli 24 km dalla costa del Marocco in Nord Africa. È dominato da una rocca caratterizzata da una forte pendenza alta 426 m. Uno stretto istmo basso collega la penisola alla terraferma spagnola, mentre alte scogliere costiere e una costa rocciosa rendono praticamente impossibile attaccare da est o da sud. Il lato occidentale, occupato dalla città di Gibilterra, che si trova alla base della rocca, e l'accesso settentrionale attraverso l'istmo sono stati densamente fortificati dai suoi vari occupanti con numerose mura, torri e cannoni batterie. La geografia della penisola offre notevoli vantaggi difensivi naturali, che combinati con la sua posizione hanno conferito a Gibilterra un enorme valore militare nel corso dei secoli.
La prima invasione documentata di Gibilterra avvenne ad opera di Mori, Arabi e Berberi musulmani che arrivarono dal Nord Africa all'inizio dell'VIII secolo. Essi sfruttarono l'area come testa di ponte per la conquista della penisola iberica, la quale portò la maggior parte dell'Iberia sotto il dominio moresco. La Reconquista spagnola iniziò più tardi nell'VIII secolo e la campagna si trascinò per 800 anni, riuscendo soltanto a fatica a costringere i Mori ad arretrare e raggiungendo la baia di Gibilterra nel XIV secolo. Fu solo nel 1309, quasi 600 anni dopo la prima colonizzazione di Gibilterra, che ebbe luogo un primo assedio. Il re Ferdinando I di León scatenò l'assedio di Algeciras dall'altra parte della baia a luglio, ma il suo blocco navale non riuscì a impedire il contrabbando di rifornimenti su piccole imbarcazioni da Gibilterra alla città assediata. A quel punto, spedì un esercito al comando di Alonso Pérez de Guzmán per espugnare Gibilterra; il generale riuscì dopo un mese a insediarsi a Gibilterra, che fu in quel momento per la prima volta raggiunta dai castigliani. Sei anni dopo, i Mori tentarono di riprendere la penisola nel breve secondo assedio che fu abbandonato non appena giunsero delle truppe di supporto castigliane. Un altro tentativo moresco terminò con un successo nel terzo assedio di febbraio-giugno 1333, mentre un tentativo di ripresa messo in atto dalla controparte tra giugno e agosto dello stesso anno fallì, così come il quinto attacco a Gibilterra del 1349-1450, durante il quale il re Alfonso XI di Castiglia perse la vita quando scoppiò un'epidemia di peste bubbonica tra le sue file. I Mori di Granada e Fès si scontrarono a Gibilterra nel 1411, portando i granadini a prendere di mira la città fortificata una sesta volta e sottraendola ai Merinidi di Fès. Enrique Pérez de Guzmán, secondo conte di Niebla, eseguì un infruttuoso tentativo di espugnare Gibilterra nell'ambito del settimo assedio del 1436, durante il quale per altro morì.
La presenza dei Mori a Gibilterra terminò nel 1462, quando il figlio di Enrique, Juan Alonso de Guzmán, la catturò con successo. La vittoria, tuttavia, scatenò un'accesa contesa sui diritti sulla fortezza. Il duca di Medina Sidonia rivendicò Gibilterra come sua, attirandosi come acerrimo nemico Juan Ponce de León, conte di Arcos, ma Enrico IV di Castiglia la dichiarò proprietà della corona poco dopo, scatenando così una guerra civile. Enrico fu deposto a seguito di un processo privo di ogni legalità dai nobili nel 1465, i quali proclamarono re il suo fratellastro Alfonso. Il nono assedio di Gibilterra ebbe luogo dopo che Medina Sidonia persuase Alfonso a concedergli la fortezza, evento a seguito del quale il duca inviò nel 1467 un esercito per assaltare la città. Il governatore di Enrico resistette per quindici mesi prima di arrendersi definitivamente nel luglio del 1467. Il nipote di Medina Sidonia, il terzo duca Juan Alfonso Pérez de Guzmán, fu protagonista del decimo attacco. La regina Isabella I dichiarò nuovamente Gibilterra proprietà della corona nel 1501, ma la sua morte, avvenuta tre anni dopo, fece piombare la Castiglia in subbuglio, spingendo Juan Alfonso Pérez a trarre vantaggio dalla debolezza del regno. Egli radunò infatti un esercito e marciò su Gibilterra nella speranza che la città gli aprisse semplicemente le sue porte, ma ciò non avvenne, circostanza che lo spinse a provare a espugnarla nel 1506; egli abbandonò il tentativo dopo tre mesi.

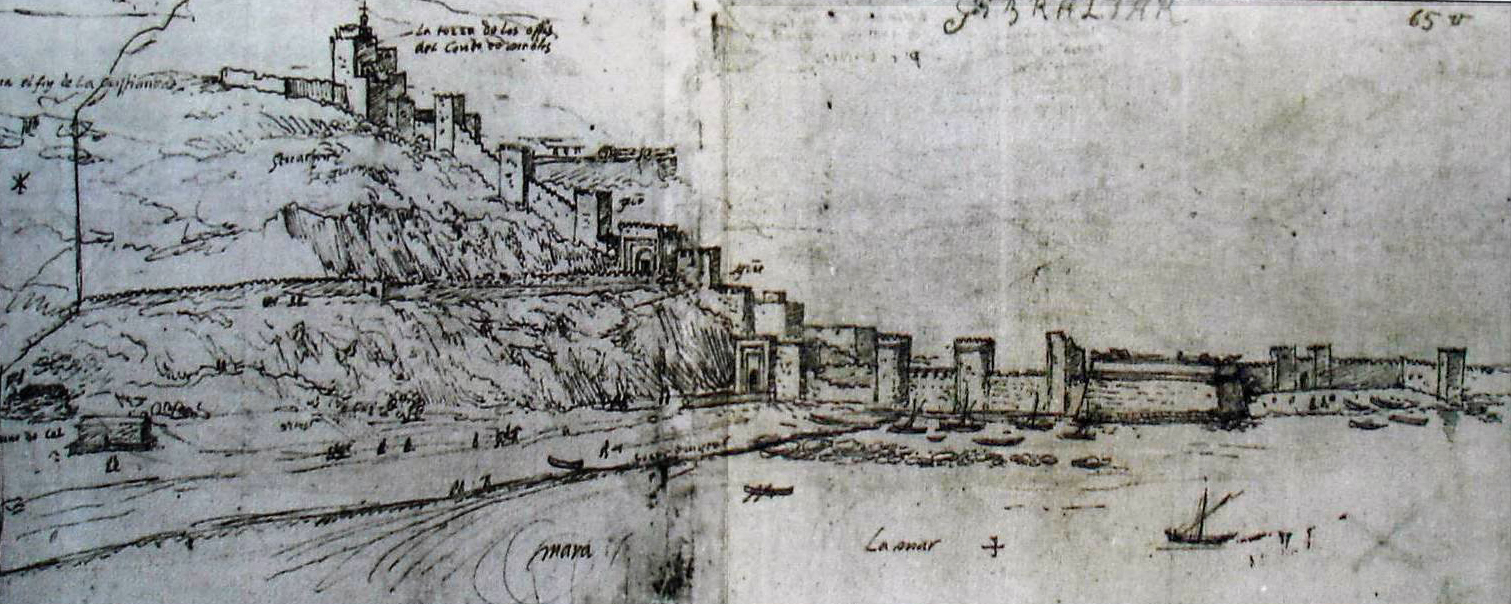
Schizzo della veduta delle fortificazioni di Gibilterra da nord realizzata nel 1567; il panorama sarebbe rimasto sostanzialmente immutato fino al 1704

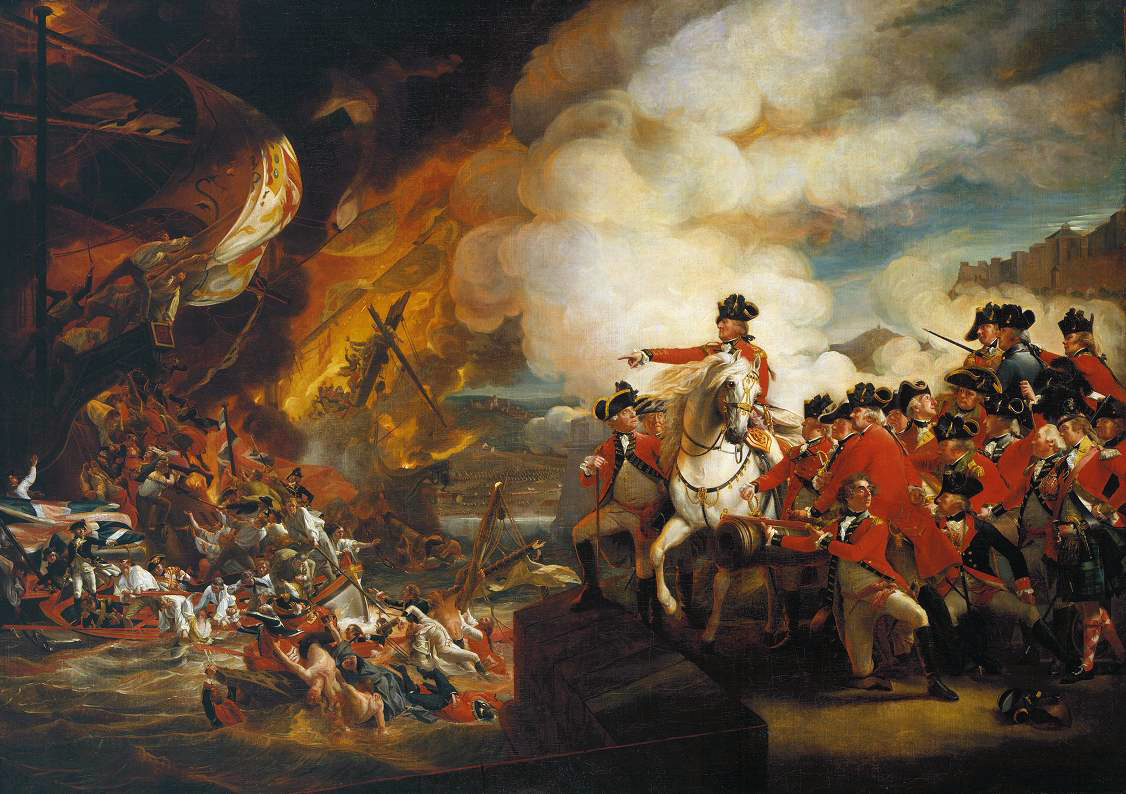
L'assedio di Gibilterra in un quadro di John Singleton Copley del 1783

Gibilterra sperimentò una fase di relativa tranquillità per quasi due secoli dopo il 1506, complice anche la diminuzione dell'importanza strategica della rocca, cui seguì la trascuratezza delle sue difese. Il successivo assedio avvenne nel 1704, mentre era in corso la guerra di successione spagnola. Gli Stati confederati guidati da Inghilterra e Repubblica olandese in opposizione ai Borboni dei troni di Spagna e Francia stavano cercando di prendere piede nel Mediterraneo, soprattutto per distrarre le attenzioni della coalizione franco-spagnola da una campagna di terra in corso nel nord Europa. Gibilterra si prestò come luogo ideale, dopo che i tentativi di appropriarsi di una testa di ponte altrove fallirono. I confederati attaccarono il 1º agosto 1704 e il governatore spagnolo Diego de Salinas si arrese dando luogo alla presa di Gibilterra, dopo che le lotte si trascinarono per soli tre giorni. Nel giro di poche settimane, le forze iberiche iniziarono a radunarsi a nord di Gibilterra (oggi La Línea de la Concepción) per tentare di riprendere la fortezza. Dopo il dodicesimo assedio, durante il quale avvenne un bombardamento di sei mesi e un blocco dall'istmo che collegava Gibilterra alla terraferma, la guarnigione resisteva senza problemi e l'esercito franco-spagnolo abbandonò le operazioni. La guerra di successione spagnola terminò formalmente nel 1713 con la firma del trattato di Utrecht, in base al quale Gibilterra passava alla Gran Bretagna. Inizialmente si presumeva che Londra non avrebbe preservato Gibilterra in modo permanente e alla fine l'avrebbe scambiata con qualcos'altro, ma il peso dell'opinione pubblica britannica, la quale si sentiva orgogliosa della conquista ottenuta, rese politicamente impossibile utilizzare il territorio come merce di scambio. La Spagna, nel frattempo, si sentiva tradita dai francesi, che avevano negoziato unilateralmente il trattato di Utrecht, e si dimostrò determinata a riconquistare Gibilterra. La questione giunse al culmine nel 1727 quando il re Filippo V di Spagna affermò che gli inglesi avevano violato l'articolo X del trattato, ovvero quello che la cessione di Gibilterra, a causa del mancato rispetto delle sue condizioni. Le forze di Filippo diedero così il via al tredicesimo assedio dall'istmo il 22 febbraio, ma dopo quattro mesi la catena di approvvigionamento spagnola non riuscì a tenere il passo con le richieste dei soldati e, mancando il supporto di una marina, la Spagna non fu in grado di impedire alla Gran Bretagna di rifornire la guarnigione via mare.
Negli anni successivi all'attacco del 1727, le tensioni cominciarono a riaffiorare tra Gran Bretagna e Francia, mentre la Spagna rimase neutrale nel corso della serie di guerre intraprese per le ambizioni rivali delle due potenze. La validità del trattato di Utrecht fu riconfermata da una serie di trattati di epoca posteriore, ma la Spagna rimase determinata a riconquistare il territorio che aveva perduto. Oltre alle sue lotte con la Francia, la Gran Bretagna si impegnò militarmente anche con le sue colonie nordamericane, con il risultato che nel 1775 esplose la guerra d'indipendenza americana. Quattro anni dopo, Madrid dichiarò guerra alla Gran Bretagna, principalmente nel tentativo di riconquistare Gibilterra. La Spagna interruppe le comunicazioni con Gibilterra a giugno, iniziando il quattordicesimo e ultimo assalto, il «grande assedio», anche se il primo colpo non fu sparato se non il 12 settembre. Durante l'attacco, gli spagnoli tentarono di affamare la guarnigione bloccando l'istmo e corrompendo il sultano del Marocco Muhammad III del Marocco affinché tagliasse i rifornimenti mentre bombardavano la città e le sue fortificazioni. Il grande assedio è stato degno di nota per gli sforzi degli ingegneri di entrambe le parti per trarre vantaggio dall'adozione di nuove tecnologie, come le batterie galleggianti spagnole e le carrucole britanniche che consentirono ai cannoni di sparare verso il basso dalla rocca di Gibilterra. L'assedio si concluse con un umiliante fallimento per la Spagna, poiché tutti i tentativi effettuati su Gibilterra furono respinti con 6.000 morti e tutte le batterie galleggianti distrutte. La Gran Bretagna preservò il possesso di Gibilterra, ma cedette la Florida orientale, quella occidentale e Minorca.
Gibilterra svolse un ruolo di rilievo nelle guerre napoleoniche tra la fine del XVIII e l'inizio del XIX secolo e in molti conflitti successivi. Adolf Hitler elaborò dei piani per assediare Gibilterra durante la Seconda guerra mondiale (Operazione Felix), ma essi non trovarono mai attuazione e il grande assedio coincise con l'ultima operazione militare che riguardò la penisola. Alcuni storici discutono sulla possibilità di includere la chiusura del confine tra Gibilterra e la Spagna del 1969-1985 come parte di un «quindicesimo assedio» rientrante nell'esperimento spagnolo di costringere il Regno Unito a cedere l'area. Poiché si tratta di un episodio storico che differisce dagli altri quattordici assedi, in quanto non si è trattato di un conflitto tra eserciti contrapposti, la storiografia tende a escludere questa catalogazione alternativa.

## Elenco degli assedi
| Nome                                                        | Data d'inizio    | Data di fine               | Descrizione | Esito                                                                                     |
| ----------------------------------------------------------- | ---------------- | -------------------------- | --- | ----------------------------------------------------------------------------------------- |
| Primo assedio di Gibilterra                                 | agosto 1309      | 12 settembre 1309          | Il primo assedio di Gibilterra durò poco più di un mese e si concluse il 12 settembre 1309. Il re Ferdinando IV di Castiglia iniziò il 27 luglio 1309 una campagna contro Algeciras sul lato opposto della baia di Gibilterra, ma fu battuto dai Mori di Gibilterra, i quali contrabbandavano rifornimenti ad Algeciras nel cuore della notte. Ferdinando ordinò ad Alonso Pérez de Guzmán di attaccare Gibilterra, con il generale che colpì contemporaneamente da nord e da sud. Quando i suoi uomini raggiunsero la cima della rocca, piazzarono delle catapulte e iniziarono a bombardare la città con delle pietre. Questa tattica inflisse gravi danni, ma non riuscì ad allontanare i Mori, con il risultato che ne seguì un assedio che fu interrotto solo quando Ferdinando offrì ai suoi avversari una traversata gratuita in Africa in cambio della cessione di Gibilterra. | I Mori cedono Gibilterra alla Castiglia                                                   |
| Secondo assedio di Gibilterra                               | 1316             | 1316                       | Le date esatte risultano sconosciute. Si trattò di un tentativo fallito e durato poco, compiuto dai Mori per riconquistare Gibilterra sei anni dopo il primo assedio. Il tentativo fu abbandonato quando le forze navali e di terra castigliane si avvicinarono a Gibilterra per fornire supporto. | Gli assedianti abbandonano le operazioni, la Castiglia mantiene il controllo del presidio |
| Terzo assedio di Gibilterra                                 | Febbraio 1333    | 17 giugno 1333             | Si trattò del tentativo di Abd al-Malik, alleato di Muhammad IV di Granada, di sottrarre Gibilterra alla Castiglia. L'attacco fu preceduto da una serie di campagne di distrazione condotte da Mori e Granadani nel territorio castigliano, che limitarono la capacità degli iberici di difendere Gibilterra. L'esercito moresco, composta da circa 7.000 uomini che erano stati radunati in gran segreto, cinse d'assedio Gibilterra nel febbraio 1333, cogliendo di sorpresa il re Alfonso XI di Castiglia. Quest'ultimo non si dimostrò in grado di rispondere rapidamente a causa delle campagne di distrazione, di una ribellione scoppiata nella Castiglia centrale e settentrionale e della mancanza di risorse economiche. Inizialmente inviò una flottiglia di 21 navi in aiuto, ma senza un esercito di supporto questa poteva fare ben poco per arrestare il nemico. Alfonso impiegò quattro mesi per raccogliere i fondi necessari a inviare un'armata che potesse sostituire la provata guarnigione di stanza a Gibilterra, ma questa riuscì soltanto a raggiungere il fiume Guadalete quando ricevette la notizia che il governatore, Don Vasco Perez de Meira, si era arreso ai Mori. Vasco Perez fuggì in Africa e fu considerato praticamente da chiunque un traditore per l'appropriazione indebita di fondi destinati a rafforzare le difese della città, nonché per aver accumulato scorte di cibo durante l'assedio. | I castigliani si arrendono ai Mori                                                        |
| Quarto assedio di Gibilterra                                | 26 giugno 1333   | 8 agosto 1333              | Nel tentativo di fare ammenda per la perdita di Gibilterra all'inizio di quel mese, Alfonso XI, sentendosi personalmente responsabile, tentò un contrattacco alla fine di giugno 1333, prima che i Mori avessero la possibilità di riorganizzare le difese della città. Alfonso tentò un assalto navale, sbarcando truppe sul lato meridionale meno fortificato di Gibilterra, ma i suoi comandanti e le sue truppe erano mal disciplinati. Una grande forza si precipitò nel castello moresco senza aspettare rinforzi e fu surclassata in breve tempo. Molti furono uccisi e circa 1.500 rimasero bloccati sulla parte superiore della rocca. Alfonso iniziò a ritirarsi, incapace di portare le navi di rifornimento a causa delle condizioni del vento. I resoconti differiscono sul motivo, ma Alfonso invertì la sua ritirata dopo pochi chilometri e decise di eseguire una seconda prova di sbarco. La seconda operazione riuscì a salvare gli uomini barricati sulla rocca, ma le operazioni volte ad assaltare il castello fallirono e presto esplosero feroci combattimenti. Muhammad IV di Granada si impegnò a far giungere nuove truppe a Gibilterra, ma Alfonso ritirò le sue forze dietro un fossato difensivo nell'istmo a nord della rocca prima dell'arrivo dell'esercito di Muhammad. Ad agosto l'esercito di Alfonso subì una incursione dei nemici, ma entrambe le parti erano stremate, ragion per cui i Mori offrirono la possibilità di giungere a una tregua di quattro anni, proposta che Alfonso accettò. | I Mori mantengono il controllo di Gibilterra                                              |
| Quinto assedio di Gibilterra                                | 24 agosto 1349   | 27 marzo 1350              | Dopo la fine dell'assedio di Algeciras nel 1344, Gibilterra rimaneva il punto più meridionale rientrante nella Spagna moresca, rendendola un bersaglio allettante per i governanti cristiani attivi nel resto della penisola iberica. Fu negoziata una tregua decennale in cambio della resa di Algeciras da parte dei Mori, ma essa fu interrotta dopo che Abu 'Inan Faris rovesciò suo padre nel 1348. Alfonso XI, non essendo riuscito a riconquistare il presidio nei suoi due precedenti attacchi, marciò su Gibilterra nell'agosto 1349, portando con sé sei macchine d'assedio e gli approvvigionamenti necessari a sostenere una lunga campagna. Egli costruì un grande accampamento sull'istmo a nord della città e portò la sua amante e i suoi figli illegittimi con lui. L'assedio continuò per tutto l'inverno e nel febbraio 1350 scoppiò la peste nera tra le file di Alfonso. I generali di Alfonso, i nobili e le dame con lui nel campo lo pregarono di rinunciare al piano, ma Alfonso giurò che non se ne sarebbe andato fino a quando Gibilterra non fosse tornata in mani cristiane. Alla fine, il re fu contagiato e morì il 27 marzo 1350, Venerdì santo. La campagna si concluse esattamente in concomitanza con la morte di Alfonso. Nel frattempo Yusuf I di Granada aveva quasi raggiunto Gibilterra con dei rinforzi, ma scelse di non combattere e permise ai guerrieri cristiani di ritirarsi e tornare a Siviglia, assieme alle spoglie del loro re. | Abbandonato l'assedio per motivi di salute, i Mori preservano il controllo                |
| Sesto assedio di Gibilterra                                 | 1411             | 1411                       | Dopo la morte di Alfonso XI al quinto assedio, le ambizioni castigliane di riconquistare Gibilterra cedettero il passo alla guerra civile, facendo emergere le tensioni tra Granada e Fès. Nel 1374 i Mori di Fès cedettero Gibilterra ai Mori di Granada, forse in cambio dell'assistenza di questi ultimi nelle ribellioni in Marocco. La guarnigione di Gibilterra insorse contro Granada nel 1410 e dichiarò fedeltà ad Abu Sa'id Uthman III di Fès, che occupava anche gran parte dell'area circostante. L'anno successivo, Granada lanciò una controffensiva volta a riconquistare il territorio perso a favore di Fès e riuscì a respingere i mori marocchini fino a Gibilterra. Lì ebbe inizio un assedio, l'unico di quelli avvenuti a Gibilterra ad aver visto il coinvolgimento tra due potenze musulmane. I granadani respinsero diversi tentativi di evasione dalla città prima di entrarvi e prendere d'assalto il castello moresco con un aiuto clandestino dall'interno. La guarnigione fu costretta ad arrendersi e Gibilterra tornò al dominio di Granada. | Granada ottiene il controllo da Fez                                                       |
| Settimo assedio di Gibilterra                               | agosto 1436      | 31 agosto 1436             | Durante la parentesi moresca di Gibilterra, la città funse da base per le incursioni di banditi nel territorio castigliano. Nel 1436, Enrique Pérez de Guzmán, nipote di Alonso Pérez de Guzmán, che conquistò Gibilterra dopo il primo assedio, radunò una forza di cinquemila uomini con cui intendeva assaltare Gibilterra e smantellare la base dei razziatori. Egli pose suo figlio, Juan Alonso de Guzmán, al comando di un esercito che marciava da Tarifa per bloccare l'istmo, mentre guidava una flotta per sbarcare uomini sulla spiaggia. Quando Enrique arrivò, trovò le difese della città significativamente più forti di quanto avesse previsto; in particolare, la distanza tra il mare e la città fu aumentata per impedire l'accesso ad aree strategiche in tempo rapido dalla spiaggia. Quando i suoi uomini sbarcarono, si trovarono intrappolati tra la marea e la grande sabbia, mentre le forze di difesa poterono bersagliarli come meglio poterono, in quanto gli avversari si trovavano praticamente in campo aperto. Enrique dovette ordinare alle sue forze di ritirarsi, ma annegò quando la sua barca affondò dopo che diversi uomini bloccati provarono a salirvi a bordo. Non avendo i fondi per un lungo assedio, Juan fece arretrare il suo esercito, mentre i Mori recuperarono il corpo di suo padre, lo decapitarono e lo appesero in un cesto sopra le mura della città | I Mori mantengono il controllo di Gibilterra                                              |
| Ottavo assedio di Gibilterra                                | agosto 1462      | 20 agosto 1462             | Nell'agosto 1462, un abitante dell'allora musulmana Gibilterra disertò a Tarifa, dove si convertì al cristianesimo. Egli informò il governatore di Tarifa, Alonso de Arcos che Gibilterra era in gran parte indifesa. Uno scettico Alonso portò una forza relativamente piccola a Gibilterra per tentare di verificare le affermazioni del disertore. All'arrivo, gli uomini di Alonso presero posizione in punti nascosti da cui poter osservare la città. Essi fecero prigioniera una pattuglia moresca e torturarono le sentinelle per avere informazioni, le quali confermarono le affermazioni del disertore. In mancanza di uomini sufficienti per tenere la città anche se fosse riuscito a catturarla, Alonso inviò rinforzi dalle vicine città cristiane e da Juan Alonso de Guzmán, primo duca di Medina Sidonia (che bloccò l'istmo nel settimo assedio e il cui corpo del padre era ancora appeso sopra le mura della città). Dopo l'arrivo dei contingenti dalle città locali, Alonso lanciò un assalto, che portò a due giorni di pesanti combattimenti, dopodiché i Mori inviarono un emissario per offrire termini per la resa. Tuttavia, Alonso non aveva l'autorità per accettare la resa e dovette attendere l'arrivo di un nobile più anziano. Un contingente di Arcos prese d'assalto la città dopo che il contingente di Jerez si dimostrò desideroso di accettare la resa dei Mori, spingendo gli abitanti della città a ritirarsi all'interno delle mura del castello. Con Gibilterra in mano cristiana, scoppiò una disputa tra i de Guzmán e i Ponce de León su quale stendardo della famiglia sarebbe stato innalzato sopra il castello. Gli uomini dei Ponce de León si ritirarono quando credettero che i de Guzmán avessero teso loro una trappola, lasciando la Roccia sotto il controllo dei de Guzmán e delle due famiglie acerrime nemiche. | La famiglia De Guzmán conquista Gibilterra                                                |
| Nono assedio di Gibilterra                                  | aprile 1466      | 26 luglio 1467             | Alla fine dell'ottavo assedio, Juan Alonso de Guzmán prese il controllo di Gibilterra dopo un'accesa disputa con Alonso Ponce de Leon, ma poco dopo il re Enrico IV di Castiglia dichiarò proprietà della corona di Gibilterra, probabilmente per volere di Ponce de León. Quando i nobili e il clero castigliani deposero Enrico e dichiararono re il suo fratellastro Alfonso, Juan promise rapidamente la sua fedeltà ad Alfonso in cambio di un mandato reale che concedeva Gibilterra alla casa di de Guzmán e Juan diedero il via al nono assedio. Il governatore di Gibilterra si ritirò quasi immediatamente nel castello moresco, che Juan bloccò nell'aspettativa che il governatore si sarebbe arreso a breve. Dieci mesi dopo, tuttavia, il governatore era ancora barricato all'interno del castello, quindi Juan si procurò un cannone per rompere le mura e prese d'assalto il castello, costringendo i difensori a ritirarsi nel dongione (la parte più interna e difesa del castello). I difensori rimasero all'interno della torre sperando in un salvataggio, ma alla fine si arresero quando non ne arrivò nessuno dopo altri cinque mesi. | La famiglia De Guzmán riprende il controllo                                               |
| Decimo assedio di Gibilterra                                | Settembre 1506   | dicembre 1506/gennaio 1507 | Nel 1501, la regina Isabella I, durante la sua continuazione della Reconquista, decise che Gibilterra era troppo importante per essere lasciata in mano a dei feudatari. Pertanto, la decretò proprietà della Corona, come aveva fatto il suo predecessore, Enrico IV, circa 40 anni prima, anche se apparentemente senza resistenza della casa di de Guzmán. Dopo la morte di Isabella nel 1504, lasciò il suo regno in subbuglio, Juan Alfonso Pérez de Guzmán, III duca di Medina Sidonia decise di sfruttare l'instabilità e radunò un esercito per marciare su Gibilterra. Sperava che la città gli aprisse semplicemente le sue porte, ma non lo fece, e così iniziò un assedio senza entusiasmo. Dopo quattro mesi, l'arcivescovo di Siviglia persuase il duca che era disonorevole continuare l'assedio contro la volontà degli abitanti di Gibilterra, e il duca fece marciare via il suo esercito, avendo subito perdite minime da entrambe le parti. Gibilterra ricevette in seguito il titolo di «fedelissima». | Abbandonata, la corona castigliana mantiene il controllo                                  |
| Undicesimo Assedio ("Presa di Gibilterra")                  | 1º agosto 1704   | 3 agosto 1704              | Quasi 200 anni dopo il precedente assedio e 240 anni dopo che gli spagnoli conquistarono Gibilterra dai Mori, l'undicesimo assedio sorse dalla guerra di successione spagnola, in cui diverse potenze europee, guidate dall'Inghilterra e la Repubblica olandese, unirono le forze contro la Francia nel 1702 per impedire l'unificazione dei troni di Spagna e Francia. Gli alleati cercarono una base da cui potevano controllare lo stretto di Gibilterra. Dopo tentativi falliti in diversi altri porti, tra cui la battaglia di Cadice del 1702, la flotta alleata comandata dall'ammiraglio George Rooke decise di prendere Gibilterra. L'assedio iniziò il 1º agosto 1704 quando gli alleati sbarcarono circa 2.000 uomini sull'istmo, tagliando Gibilterra dalla Spagna continentale. Il giorno successivo, Rooke ordinò a uno squadrone di navi di formare una linea dal Vecchio Porto al Nuovo Porto lungo la costa occidentale della rocca; all'inizio del 3 agosto iniziarono a bombardare le fortificazioni di Gibilterra. Il bombardamento è durato circa sei ore, dopo di che una squadra di sbarco ha tentato di prendere d'assalto il Nuovo Porto (il quale esplose mentre lo facevano, forse a causa della negligenza inglese o di una trappola spagnola). I sopravvissuti alla fine riuscirono a procedere lungo la diga fino a Europa Point fino a quando non fu concordata una tregua, consentendo al governatore fino al mattino successivo di concordare con il consiglio comunale la resa, cosa che fecero all'alba del 4 agosto. | I confederati conquistano Gibilterra                                                      |
| Dodicesimo assedio di Gibilterra                            | 3 settembre 1704 | 31 marzo 1705              | Dopo la cattura di Gibilterra, gli alleati si aspettavano una controffensiva e all'inizio di settembre iniziò. Francisco Castillo Fajardo, Marchese di Villadarias, capitano generale di Andalusia, marciò verso l'istmo con un esercito di 4.000 uomini. Lì si accampò appena fuori dalla portata dei cannoni da Gibilterra in attesa dei rinforzi. Il marchese aveva radunato circa 7.000 uomini entro la fine di ottobre e aveva pianificato di portare la sua forza a 12.000 prima di lanciare un assalto. Il principe Giorgio di Assia-Darmstadt, che aveva preso il controllo di Gibilterra dopo la sua cattura, riformò le difese intorno alla rocca e organizzò i 2.000 combattenti inglesi e olandesi sotto il suo comando per mantenere le aree vulnerabili con relativamente pochi combattenti, che potrebbero essere rafforzati da una forza di riserva. Tuttavia, temeva che le sue forze non sarebbero state in grado di resistere a un assalto simultaneo da terra e mare come quello che lo aveva portato a Gibilterra. Il 4 ottobre, questi timori sembravano realizzarsi quando diverse navi truppe francesi, scortate da 19 navi da guerra, arrivarono nella baia di Gibilterra e sbarcarono 3.000 soldati a capo della baia. I soldati si unirono agli uomini del marchese sull'istmo e, tre settimane dopo, la maggior parte della flotta francese partì; due giorni dopo (26 ottobre), le forze spagnole stabilirono la loro prima batteria e iniziarono a sparare sulle difese più settentrionali di George mentre un gruppo di raid francesi attaccava il porto. Entrambe le parti si stabilirono nell'assedio per l'inverno; il bombardamento spagnolo è continuato e gli inglesi e gli olandesi hanno portato rinforzi per tutto dicembre e gennaio. Dopo che la diserzione e la malattia ridussero la forza delle forze spagnole, il re Luigi XIV di Francia inviò il maresciallo René de Froulay de Tessé a prendere il comando dell'assedio, insieme a 4.500 rinforzi francesi e irlandesi. Il 7 febbraio 1705, 1.000 spagnoli e 500 rinforzi francesi e irlandesi presero d'assalto la Torre Rotonda, ma subirono pesanti perdite in un contrattacco anglo-olandese. Dopo che la flotta francese subì una sconfitta per mano dell'ammiraglio John Leake alla fine di marzo, la forza cattolica iniziò a ritirarsi e alla fine abbandonò l'assedio. | I confederati mantengono il controllo di Gibilterra                                       |
| Tredicesimo assedio di Gibilterra                           | 22 febbraio 1727 | 23 giugno 1727             | Nelle parole dell'autore anonimo del Racconto imparziale dell'assedio, il tredicesimo assedio «fece un po' più rumore nel mondo durante le fasi di preparazione piuttosto che quando avvenne concretamente». La guerra di successione spagnola terminò con la firma del trattato di Utrecht nel 1713, il cui articolo X cedette formalmente Gibilterra alla Gran Bretagna (in quanto divenne con l'approvazione dell'Atto di Unione nel 1707). Il re Filippo V di Spagna sentiva di essere stato costretto da Luigi XIV a firmare il trattato e gli spagnoli erano determinati a riconquistare Gibilterra. Nel gennaio 1727, Filippo affermò che l'articolo X era nullo, citando diverse presunte violazioni dei suoi termini da parte degli inglesi. Il marchese di las Torres iniziò a radunare un esercito, sostenuto da contingenti provenienti da tutta l'Europa cattolica, per attaccare Gibilterra; in risposta, gli inglesi iniziarono a rafforzare la guarnigione. Il tredicesimo assedio iniziò il 22 febbraio, cioè quando gli inglesi fecero fuoco su un gruppo di lavoratori spagnoli nel territorio neutrale a nord della rocca; da quel momento in poi, gli spagnoli tentarono di costruire batterie sull'istmo con cui bombardare le batterie britanniche e le mura della città, mentre gli inglesi tentarono di fermare il progresso spagnolo. Entro il 24 marzo, gli iberici avevano stabilito batterie entro il raggio delle difese britanniche e iniziarono un bombardamento di dieci giorni, infliggendo danni considerevoli che gli inglesi faticarono a riparare. Il ritmo spagnolo fu rallentato dal maltempo, iniziato ai primi di aprile; soltanto il 7 maggio il bombardamento riprese in maniera assidua. Entro il 20 maggio, la catena di approvvigionamento spagnola non poteva tenere il passo con le richieste del bombardamento mentre gli inglesi erano quasi costantemente in grado di rifornirsi via mare. Gli spagnoli offrirono la possibilità di una tregua il 23 giugno, che venne firmata il giorno successivo. | La Gran Bretagna mantiene il controllo di Gibilterra                                      |
| Quattordicesimo assedio (il "grande assedio di Gibilterra") | 24 giugno 1779   | 7 febbraio 1783            | Il quattordicesimo e ultimo assedio (il "grande assedio di Gibilterra") fu il più lungo e famoso degli assedi di Gibilterra. La guerra d'indipendenza americana scoppiò nel 1775 e, nel 1779, la Spagna si alleò con la Francia dichiarando guerra alla Gran Bretagna, la cui ambizione principale era quella di recuperare Gibilterra. Tenendo presente l'inutilità dei precedenti assedi in cui Gibilterra era stata bloccata solo via terra, gli spagnoli lanciarono un blocco combinato terrestre e marittimo nel tentativo di affamare la guarnigione e costringerla alla resa. Corruppero il sultano del Marocco Muḥammad III affinché interrompesse il commercio con Gibilterra e costruirono bracci per impedire alle navi di sbarcare rifornimenti, bloccando contemporaneamente l'istmo con oltre 13.000 uomini, dove iniziarono i lavori per ricostruire le batterie del precedente assedio 50 anni prima. Dall'estate del 1780, le forze spagnole tentarono di bombardare Gibilterra con navi antincendio e cannoniere, mentre gli inglesi tentarono di escogitare dei modi per evitare questi attacchi e bombardarono il campo spagnolo con i pochi cannoni che avevano a disposizione. La pressione degli spagnoli si rivelò intensa per quasi tutto l'assedio, mentre il blocco navale fu intermittente, ragion per cui vari mercanti riuscirono a sbarcare e a vendere rifornimenti alla guarnigione, impedendole così di patire la fame. I mercanti trasportarono anche quei civili che potevano permetterselo lontano dalla rocca, riducendo dunque la popolazione civile presente. L'assedio si concluse dopo che la Gran Bretagna, a seguito di lunghi negoziati facilitati dall'intervento della Francia, cedette Minorca e la Florida orientale e occidentale e alla Spagna in cambio di Gibilterra. | La Gran Bretagna mantiene il controllo della regione                                      |